# Joan de Jansà
Joan de Jansà i Franquesa (Vilafranca del Penedès, 25 de juny del 1676 - Viena, 18 de setembre del 1741) fou un militar català durant la Guerra de Successió Espanyola. Des de la seva creació, formà part del Regiment de la Diputació. El 1706 n'era capità d'infanteria. Després de la caiguda de Lleida fou destinat a Castellciutat on hi romangué a partir del 1710. Dos anys després, fou nomenat sergent major i quan caigué Castellciutat el 1713, passà a Cardona. Pel maig de 1714 fou proposat per Francesc Busquets i Mitjans com a tinent coronel del seu regiment. Exiliat a Viena, formà inicialment part del cos de voluntaris que comandà Manuel Desvalls. Posteriorment s'incorporà al regiment d'infanteria del comte d'Alcaudete, anomenat després de Vàzquez, per ser el seu cap Juan Jacinto Vàzquez. Lluità contra els turcs a Hongria i l'emperador Carles VI l'ennoblí amb el títol de comte de Jansà. Arribà a ser coronel governador d'aquell regiment. Morí a Viena el 18 de setembre del 1741 i fou enterrat al cementiri de l'església de Montserrat de la capital austríaca, que estava a cura de benedictins catalans.